# 日枝神社 (山形市)
日枝神社（ひえじんじゃ）は、山形県山形市山寺にある神社。地名を冠して山寺日枝神社（やまでらひえじんじゃ）とも。

## 概要
860年（貞観2年）、後に天台宗の第三座主となる慈覚大師円仁が、宝珠山立石寺（山寺）を開基する際に、比叡山延暦寺に倣って、日吉大社から分霊を勧請し祀ったのが創建とされる。
当初より山王権現、または大宮大権現と称され、山王二十一社が整えられ、山王神道の東北地方における一大根拠地となった。
1870年（明治3年）、明治政府の神仏分離令（神仏判然令）により、立石寺とは切り離し山寺村の守護神として日枝神社と社名を改め、村社の社格を有することになり、こうして創建以来1000年以上に渡る立石寺の別当寺としての役割は終止符を打つ事になった。

## 祭神
- 大山咋神